# Sahib-Fridolin
Sahib-Fridolin (* 15. Februar oder 16. Februar 1963; † 23. Dezember 1994) war ein indischer Elefantenbulle, der im Zirkus Knie geboren wurde und später in einem Zoo erschossen wurde. Sahib-Fridolin war der erste asiatische Elefant, der in der Schweiz geboren wurde.

## Leben im Zirkus
Sahib-Fridolin, meist nur Sahib genannt, war ein Sohn des Elefantenbullen Siam, der von 1956 bis 1964 mit dem Zirkus Knie auf Tournee war und danach nach Paris kam, wo er 1997 starb. Seine Mutter hieß Ceylon. Siam sorgte während seiner Zeit im Zirkus zweimal für Nachwuchs: Sahibs Halbschwester Madura wurde 1965 von Java geboren und 1984 getötet, nachdem sie einen ihrer Pfleger getötet hatte. Sahib-Fridolin besaß außerdem zwölf weitere jüngere Halbgeschwister, die sein Vater Siam in Paris gezeugt hatte.
Sahibs Mutter verstieß das bei der Geburt 139 Kilo schwere Kalb und Sahib musste von dem Pfleger Josef Haak und dessen Ehefrau von Hand aufgezogen werden. Der Elefant blieb bis 1984 beim Zirkus Knie und wurde sowohl bei den normalen Vorstellungen als auch im Kinderzirkus, in dem der Nachwuchs der Artisten sich und ausgewählte Tiere präsentierte, genutzt. Außerdem diente er außerhalb der Vorstellungen als Reittier für Besucherkinder. Zahlreiche Abbildungen in dem Buch Zirkuskinder haben viele Freunde von Irmgard Hensel aus dem Jahr 1974 zeigen Sahib in diesen Funktionen.

## Leben in Zoos
Von 1984 bis 1988 lebte Sahib im Zoo Leipzig, dann wurde er an den Zoo von Belfast abgegeben, wo er bis 1991 blieb. Seine letzte Station war der Cricket St Thomas Wildlife Park. Dort wurde er am 23. Dezember 1994 erschossen, weil sein Verhalten angeblich unkalkulierbar geworden war. Seit 1999 werden in dem Park keine Elefanten mehr gehalten.